# 벌 새우
벌 새우(영어: Bee Shrimp)는 새뱅이과에 속하는 작은 민물새우의 한 종류이다. 원산지는 중국이며 작은 채소 부스러기나 수생생물인 조류 등을 먹고 산다. 벌 새우의 생애는 대략 18개월 정도이다.

## 변종
- 검은 벌 새우
- 푸른 벌 새우
- 금색 벌 새우
- 크리스탈 붉은 새우(CRS)